# Askøy
Askøy es una isla y un municipio del condado de Hordaland, Noruega. Se encuentra ubicado en las afueras de Bergen, en el distrito tradicional de Midhordland. Tiene una población de 27 858 habitantes según el censo de 2015 y su centro administrativo es Kleppestø. Otros pueblos importantes de la isla son Florvåg, Erdal, Ask y Hanevik.
Desde que se inauguró el puente puente de Askøy en 1992, que conecta la ciudad con Bergen, el municipio ha experimentado un rápido aumento de población. Es también la isla más poblada de Noruega.

## Evolución administrativa
El municipio ha sufrido varios cambios a lo largo de su historia, los cuales son:
| Año  | Cambio territorial                                                                                    | Población | Variación |
| ---- | --- | --------- | --------- |
| 1838 | Fundación                                                                                             |           |           |
| 1879 | Una parte del municipio de Fana es transferida a Askøy                                                |           | +18       |
| 1904 | Un territorio cercano a la villa de Hanevik es cedido al municipio de Alversund                       |           | -32       |
| 1918 | La zona terrestre del municipio es transformada en el municipio de Laksevåg                           | 4822      | -6957     |
| 1964 | El área de Hanevik es reintegrada al municipio y se adicionan los territorios del municipio de Herdla |           | +1757     |

## Etimología
La primera parte del nombre Askøy proviene de la granja Ask (en nórdico antiguo: Askr), que significa «fresno», mientras que la terminación øy significa «isla». Hasta 1918 el nombre se escribía Askøen.

## Escudo de armas
El escudo de armas fue otorgado en 1961. El escudo muestra un fresno (ask) sobre una isla (øy).

## Cultura

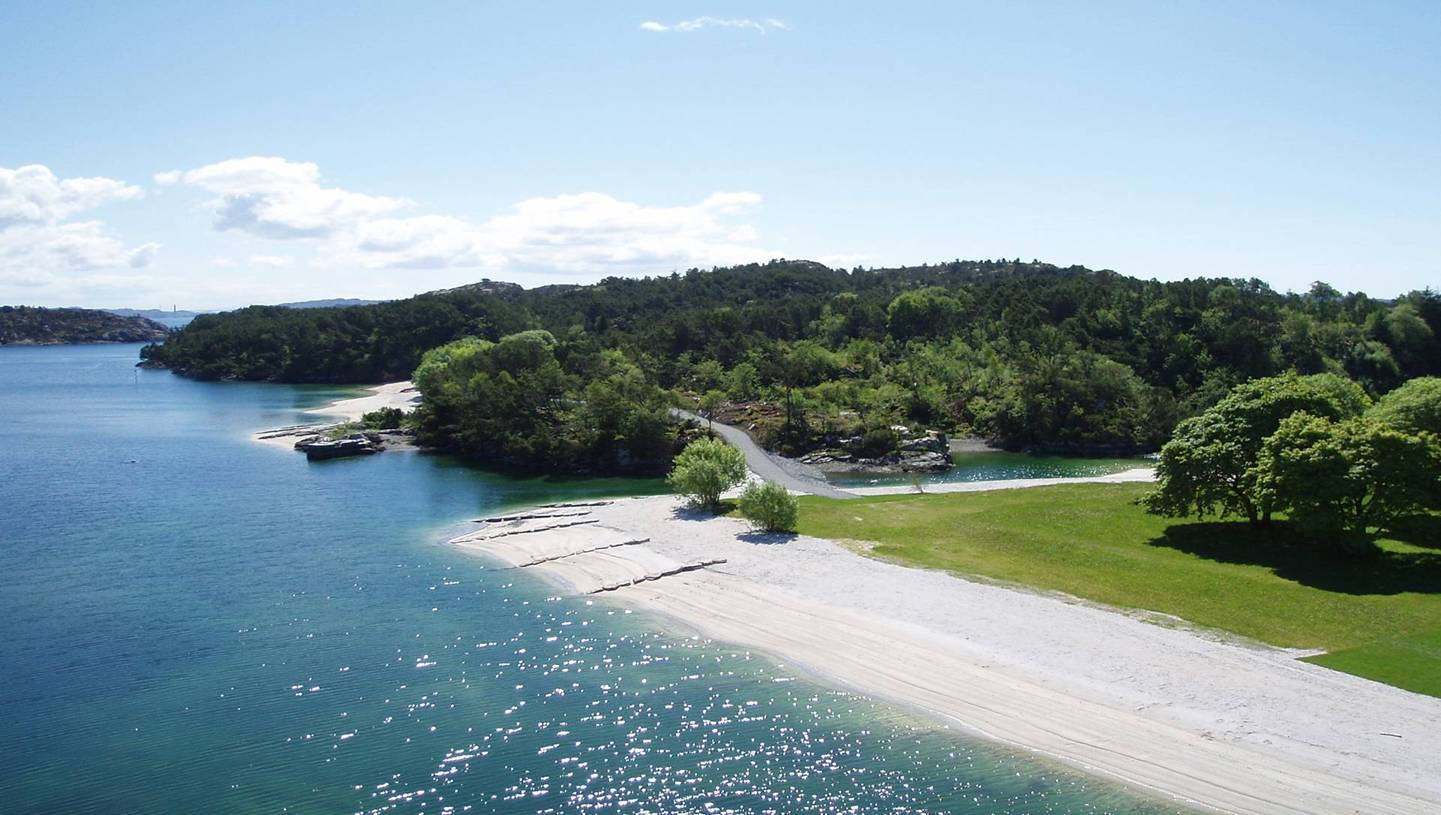
Kollevåg es sede del festival Lost Weekend. El lugar es famoso por sus playas.

Existen varios clubes deportivos en la zona, siendo uno de los más conocidos el Askøy Fotballklub. Surgió tras la fusión de los clubes Florvåg Idrettsforening y Kleppestø Fotball, participando en torneos de fútbol de series menores. 
En cuanto a espectáculos artísticos, el más famoso es el festival Lost Weekend. Durante la temporada estival se reúnen varias bandas emergentes en la zona conocida como Kollevågen.

## Geografía

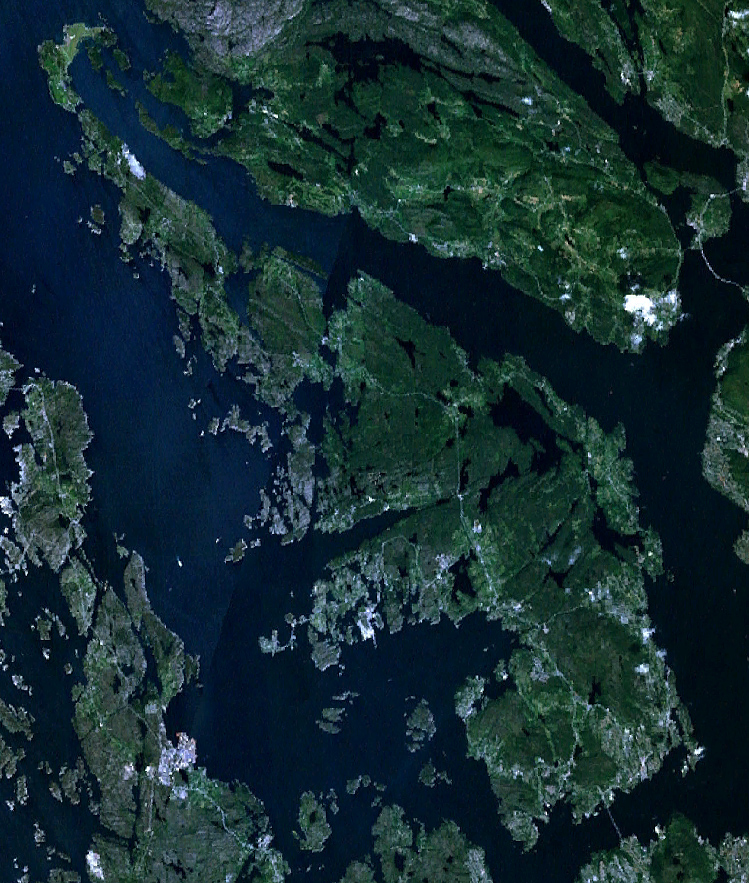
Imagen satelital de Askøy.

El municipio de Askøy incluye la isla principal de Askøy, la isla menor Herdla y otras muchas islas pequeñas. Está rodeado de los fiordos Hjeltefjorden al oeste, Byfjorden al este y Herdlefjorden al noreste. El municipio hace frontera con Radøy al norte, Meland al noreste, Bergen al sudeste, Fjell al sudoeste y Øygarden al noroeste.
Hay un gran lago en el sudeste de la isla llamado Askevatnet. La montaña más alta de la isla es Askefjellet.

## Gobierno
El municipio se encarga de la educación primaria, asistencia sanitaria, atención a la tercera edad, desempleo, servicios sociales, desarrollo económico, y mantención de caminos locales.

### Concejo municipal
El concejo municipal (Kommunestyre) tiene 35 representantes que son elegidos cada 4 años y estos eligen a un alcalde. Estos son:

#### Askøy Kommunestyre 2015-2019
| Partido                            | Número de representantes |
| ---------------------------------- | ------------------------ |
| Partido Laborista                  | 11                       |
| Partido del Progreso               | 4                        |
| Høyre                              | 8                        |
| Partido Demócrata Cristiano        | 2                        |
| Partido de la Izquierda Socialista | 2                        |
| Venstre                            | 2                        |
| Independientes                     | 3                        |
| Partido Verde                      | 1                        |
| Rojos                              | 1                        |
| Otros                              | 1                        |